# سالمي ناصر
سالمي ناصر روائي من الجزائر من مواليد 17 سبتمبر 1968م بتغنيف التي تقع بولاية معسكر (الجزائر)، حاصل على شهادة ليسانس في الأدب العربي من جامعة وهران سنة 1991، يعمل حاليّا مفتشا للتربية الوطنية. أول إسهاماته الأدبية كانت قصاصات شعر في الملحق الثقافي لجريدة الجمهورية.

## فوزه بجائزة كتارا
حصل على جائزة كتارا للرواية العربية (فرع الرواية غير المنشورة) سنة 2016 عن روايته الألسنة الزرقاء. و قد اعترف سالمي، في حوار مع جريدة الشعب الجزائرية، بأنّ الرواية المذكورة قد بقيت 20 سنة حبيسة الأدراج، و ذلك لأنه لم يجرؤ على نشرها أو البوح برغبته في ذلك.